# Pollitos Kung Fu
Pollitos Kung Fu es una serie animada británica-canadiense producido por Decode Entertainment. La serie se estrenó de aires a las 9:00 p. m. ET/PT tiempo en 7 de marzo de 2008 en Cartoon Network en los Estados Unidos. Está basada en las vidas de tres agentes conocidos como los pollitos Chick P', Chacky Chan y K.O. Joe.

## Argumento
La serie se desarrolla en el imperio de Mundo Wasabi en el que tres agentes supersecretos: Chick P', Chacky Chan y K.O. Joe, deberán combatir día a día a las criaturas e invenciones del gobernante malvado de la ciudad, el Dr.Wasabi. En cada episodio, los pollitos deberán enfrentarse a las invenciones del Dr.Wasabi y evitar que este destruya la ciudad en la que viven. Estos superdotados pollitos tienen experiencia en kung fu y otras artes marciales. Muy comúnmente usan sus atuendos pero cuando Wasabi planea algo este famoso trío de pollitos salta a la acción para detener sus funestros planes.

## Personajes

### Los Pollitos
- Chick P´: Ella es la chica del grupo. Calmada y de inteligencia práctica. Los encantos femeninos son su principal arma. Es una reservada chica de tez blanca, cabello negro con un pequeño mechon en su frente y viste un atuendo rojo cuando pelea como agente secreto. Generalmente es a ella a quien se le ocurre los diversos planes y estrategias del trío y suele pelear con unos abanicos chinos.

- Chacky Chan: Parece ser el mentor del trío de pollitos, ya que casi siempre Chick P´ y K.O. Joe lo llaman "maestro". Un pollo algo sabio quien antes de ingresar al grupo tenía su propio maestro personal que lo entrenaba en unas pacíficas montañas junto a un chico serpiente. Siente cierta obsesión con la comida chatarra y no piensa nada más que en relajarse y escuchar versos chinos de su "MP3". Lleva siempre unos lentes enormes y el típico atuendo de lucha de kung fu: una bata blanca con una cinta negra y siempre descalzo.

- K.O. Joe: Un entusiasta pollito con cabello estilo afro. Es el más dinámico del trío de pollitos. Le gusta montar en su patineta de cuatro ruedas y pelear contra los secuaces y experimentos del Dr. Wasabi. Tiene un estilo de habla como callejero. Es de tez morena y viste un chaleco azul claro. También es dueño de un pequeño local de discos de música.

### Secundarios y antagonistas
- Dr. Wasabi: es el autoproclamado gobernante de Mundo Wasabi. Una especie de tiburón verde con un casco de agua, debido a esto parece ser que no puede estar fuera de ella. Intenta apoderarse de la ciudad junto a su ayudante Booba haciendo locas invenciones (incluso una vez hizo una mutación de araña con el mismo como huésped) pero sus planes siempre son frustrados por el trío de pollitos o las tonterías de Booba.

- Booba: es un gorila gigante que es ayudante del Dr. Wasabi. Es completamente torpe y siempre molesta al Dr. Wasabi diciéndole preguntas obvias pero en realidad es un tipo de gran corazón como se demuestra en el episodio donde se hizo amigo de un pequeño dragón escupefuego. Es de pelaje grisáceo blanco y negro.

- Kobura: antes fue un pequeño niño llamado kobi que fue entrenado junto con Chacky Chan por un sabio maestro. Es bastante arrogante, su maestro advirtió que estaba siguiendo el camino equivocado al querer aliarse al mal pero este no le hace caso y se hace malvado. Fue derrotado por Chacky su compañero. Se desconoce que le pasa después.Fue transformado a ser envenenado por unas serpientes.

- El Maestro: entreno a Chacky Chan y a kobi durante algunos años hasta que estos siguen sus caminos destinados. No se sabe mucho de este personaje, solo que es el maestro de ambos aprendices mencionados.

- Bebe Dragón: es un pequeño dragón que se hizo amigo de Booba cuando eclosiono (extraño puesto que es rosa). Le gusta quemar cosas cuando se siente feliz. Al final resulta que este dragón fue alejado de su madre en un incidente.

- Mama Dragón: es la madre del pequeño dragoncillo rosa. Al igual que él ella es rosa. Es un monstruo inmenso que puede lanzar superpoderosas llamaradas cuando se enfada.